# Tannet (König)
Tannet (Thannet, Birmanisch: တန်နက်, gesprochen [tàɴ nɛʔ]; * 878 in Bagan; † 934 ebenda) war von 906 bis zu seinem Tod König der Dynastie von Bagan in Birma.
Birmanische Chroniken aus jener Zeit geben eine Regierungszeit Tannets von 878 bis 906 an, doch lassen sich die Daten anhand der Regierungsantritts des Gründers des Bagan-Reiches, seinem Urenkel Anawrahta, im Jahr 1044 auf 906 bis 934 richtigstellen.
Gemäß der Legende war Tannet ein Sohn von König Pyinbya, der die Stadt Bagan gründete. Er bestieg den Thron im Alter von 28 Jahren und war ein Pferdeliebhaber mit viel Erfahrung. Er wurde von seinem Stallknecht Sale Ngahkwe ermordet, der anschließend den Thron besetzte.